# Куріяма (Хоккайдо)

43°3′23″ пн. ш. 141°47′3″ сх. д. / 43.05639° пн. ш. 141.78417° сх. д.
Курія́ма (яп. 栗山町, くりやまちょう, МФА: [kuɾʲijama t͡ɕoː]) — містечко в Японії, в повіті Юбарі округу Сораті префектури Хоккайдо. Станом на 1 жовтня 2008 року площа містечка становила 203,84 км². Станом на 31 березня 2017 населення містечка становило 12 204 осіб.